# 漢斯·曾克爾

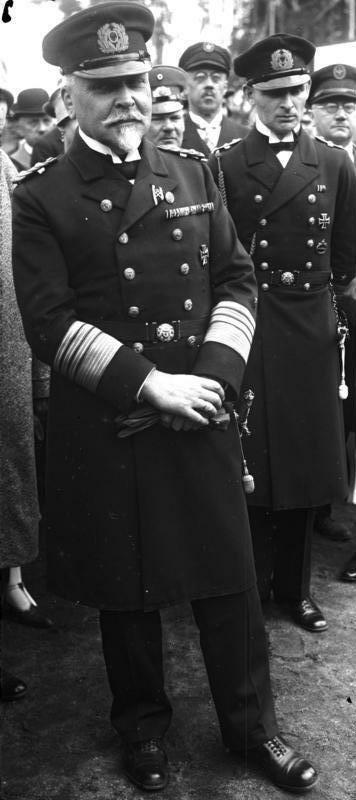
漢斯·曾克爾

漢斯·曾克爾（德語：Hans Zenker，1870年8月10日—1932年8月18日）為一位德意志帝國至威瑪共和國時期的德國海軍將領，最高軍階為海軍上將，並曾在1924年至1928年期間擔任當時的國家海軍總司令。

## 生平
曾克爾於1889年4月13日加入德意志帝國海軍，並在軍中先後轉到各不同單位，也指揮過不少船艦，包括呂貝克號輕巡洋艦、驅逐艦、魚雷艇、科隆號輕巡洋艦和冯·德·坦恩号战列巡洋舰，後者還曾參與過日德蘭海戰。戰爭結束後，曾克爾擔任了威瑪共和國海軍總司令，並使其成為一隻岸防海軍，並在德國國內革命風暴後鞏固海軍的地位，最後曾克爾因為私下違反凡爾賽條約而進行海軍擴建計畫以及羅曼事件，曾克爾被國防部長威廉·格勒納於1928年9月解職，由埃里希·雷德尔接任，之後在1932年8月18日去世。
曾克爾之子——卡爾-阿道夫·曾克爾曾在1961年至1967年擔任過西德海軍——聯邦海軍總監。
| 军职                           | 军职                                           | 军职                     |
| ------------------------------ | ---------------------------------------------- | ------------------------ |
| 前任： 保羅·貝恩克上將         | 海軍指揮部代理部長 1924年9月18日—1924年9月30日 | 繼任： 漢斯·曾克爾上將   |
| 前任： 漢斯·曾克爾上將（代理） | 海軍指揮部部長 1924年10月1日—1928年9月30日     | 繼任： 埃里希·雷德爾上將 |